# Dottie Mochrie
Dottie Pepper (connue aussi sous son nom marital Dottie Mochrie), née le 17 août 1965 à Saratoga Springs (États-Unis), est une golfeuse professionnelle américaine.
Elle y est l'une des meilleures golfeuses du circuit dans les années 1980, 1990 et 2000 remportant deux tournois majeurs - le Nabisco Dinah Shore en 1992 et 1999. Elle compte au total vingt-cinq victoires professionnelles dont dix-sept sur le circuit LPGA. Elle est désignée « Joueuse de l'année de la LPGA » (« Player of the Year ») en 1992.

## Palmarès

### Victoires professionnelles
| N° | Date       | Circuit principal | Tournoi             | Score           | Par  | Marge   | Finaliste    |
| -- | ---------- | ----------------- | ------------------- | --------------- | ---- | ------- | ------------ |
|    | 29/03/1992 | LPGA              | Nabisco Dinah Shore | 69-71-70-69=279 | - 9  | Playoff | Juli Inkster |
|    | 28/03/1999 | LPGA              | Nabisco Dinah Shore | 70-66-67-66=269 | - 19 | 6 coups | Meg Mallon   |